# Tanacetum sonbolii
Tanacetum sonbolii — вид рослин з роду пижмо (Tanacetum) й родини айстрових (Asteraceae).

## Опис рослини
Росте пучком, густо притиснуто війчаста рослина. Кореневище товсте, багатостовбурне. Стебла заввишки 10–30 см, з одною квітковою головою, багатолисті при основі, у верхній частині з листками або ± без. Прикореневі листки густо-сірувато війчасті, до 2–8 см завдовжки, на коротких ніжках; листові пластинки 2-перисторозсічені з 7–9 сегментами з кожного боку від осі, довжиною 2–5 см, кінцеві частки ланцетно-яйцеподібні, гострі; нижні стеблові листки 1-перисті; верхні стеблові листки лінійні, неподільні або відсутні. Квіткові голови поодинокі. Кластер філарій ушир 10–15 мм і заввишки 8–10 мм; філарії щільно притиснуті, густо сірувато-війчасті. Жіночних крайових квітів небагато, непомітні; центральні гермафродитні квітки трубчасті, з трубкою завдовжки ≈ 3 мм, над серединою розширені, 5-зубчасті. Сім'янки вузькоциліндричні, у довжину 4 мм, солом'яно-жовті, з 8–10 тонкими ребрами.

## Середовище проживання
Ендемік Ірану.